# Unheilig
Unheilig (pronuncia: ˈʊnhaɪ̯lɪç|), che in italiano significa "non santo", è un gruppo musicale tedesco, originario di Aquisgrana, rappresentante della corrente Neue Deutsche Härte del genere rock elettronico. Venne fondato nel 1999 dal leader Bernd Heinrich Graf, detto Der Graf (ossia "il conte"), cantante e autore dei testi. Gli attuali altri componenti della band sono i musicisti Henning Verlage, Christoph Termühlen (detto Licky) e Martin Potthoff (detto Potti).

## Storia

### Albori e successo 1999–2003
Der Graf fonda gli Unheilig nel 1999 insieme a Grant Stevens e a José Alvarez-Brill.
Il 2 ottobre 2000 esce il singolo dal titolo Sage Ja! (in italiano "Dì di sì!"), prodotto dalla Bloodline Records, che balza immediatamente al vertice delle classifiche DAC tedesche. Nel febbraio del 2001, sempre sotto l'etichetta Bloodline/Connected Music, esce l'album di debutto della band, Phosphor, caratterizzato da uno stile ibrido tra il rock e la musica elettronica.
Nei due mesi successivi la band è ospite dei maggiori festival ed eventi musicali all'aperto dell'intera Germania, come il Wave Gotik Treffen, lo Zillo Festival, il Doomsday Festival e il Woodstage Festival. In seguito sospende per qualche mese le esibizioni dal vivo per concentrarsi sulla realizzazione dell'album Frohes Fest (in italiano "Buone feste"), uscito il 28 ottobre 2002, in cui la band interpreta riarrangiamenti dei canti natalizi tedeschi tradizionali.
Alla fine del 2002, a causa di contrasti con gli altri membri della band, con i produttori e con la casa discografica, Der Graf decide di proseguire la propria carriera musicale come solista e divenire anche produttore degli Unheilig, avvalendosi della collaborazione di musicisti per le esibizioni dal vivo. Il 7 aprile 2003 esce il terzo album della band, intitolato Das 2. Gebot (in italiano "Il secondo comandamento"), per promuovere il quale già a febbraio 2003 gli Unheilig avevano suonato come supporter in undici tappe del tour del gruppo austriaco L'Âme Immortelle. Trovata originale per l'epoca è stata chiedere ai fan di votare via internet quale brano dell'album preferissero venisse inserito nell'EP in via di pubblicazione. La scelta cade su Schutzengel (in italiano "L'angelo custode"), che verrà quindi incluso nell'EP omonimo, insieme ad altre 4 tracce, queste inedite. Nel corso dell'estate dello stesso anno, la band suona nuovamente in diversi festival musicali tedeschi; l'esibizione maggiormente degna di nota avviene al M'era Luna Festival.
Nel 2004 la band ha pubblicato il proprio quarto album in studio, intitolato Zelluloid.
Der Graf ha prodotto remix per le band Absurd Minds e Terminal Choice e un brano per il gioco Xbox Project Gotham Racing 2.

### Zelluloid & KopfKino 2004–2006
Zelluloid venne pubblicato il 23 febbraio 2004, e contemporaneamente, la band fece un tour con i Terminal Choice. Con questo singolo ed il successivo tour, gli Unheilig finalmente consacrarono il loro successo, raggiungendo tutti i media ed acquisendo molti nuovi fan: il risultato di questo entusiasmo fu di concedere agli ammiratori la possibilità di votare il singolo successivo da pubblicare. I fan scelsero Freiheit, brano uscito il 18 ottobre 2004. Per pubblicizzarlo venne suonato diverse volte e in diversi concerti. Curiosamente gli Unheilig hanno suonato in più concerti dal vivo nel 2004 che nel resto della loro carriera. Questo notevole impegno li condusse, il 31 gennaio 2005, alla pubblicazione dell'album Gastspiel. Successivamente partirono i testi il DVD,  KopfKino. Sei settimane prima del lancio del DVD, gli Unheilig suonarono dal vivo il videoclip Freiheit,  per la prima volta, su un'emittente musicale, la VIVA Plus.

### Moderne Zeiten & Puppenspiel 2006–2009
L'album Moderne Zeiten (in italiano: Tempi Moderni) fu pubblicato il 20 gennaio 2006. Argomento principale: i sogni e la loro possibilità di realizzazione. La traccia introduttiva ha il seguente testo (tradotto dal tedesco):
Con ciò, Der Graf chiama oltre alla vita, i sogni, senza alcuna censura. Questo messaggio è anche in canzoni come, Lass uns Liebe machen o Ich will alles.
Dall'album, sempre dopo un sondaggio in rete, questa volta del giugno 2006, viene estratto l'EP, Astronaut, nel quale è presente anche il pezzo, inedito fino a quel momento, Der Himmel über mir (in italiano: Il cielo sopra di me). Questo pezzo è una sorta di manifesto di Der Graf, in cui l'autore parla della propria religiosità e contemporaneamente della sua avversione per la chiesa, menzionando quindi le ragioni per il suo essere un "non santo".
Da fine settembre fino alla metà di ottobre 2007, Unheilig è in tour con i Project Pitchfork. Il 13 ottobre 2006 è stata pubblicata un'edizione limitata a 3 000 esemplari del CD live doppio, Goldene Zeiten. I brani di maggior successo di questo album vennero suonati in un concerto nella primavera del 2006.
Durante il 2007 i componenti del gruppo limitarono le loro apparizioni a solo un paio di festival, inclusi il Wacken Open Air, l'Amphi festival ed il festival Burgrock Altena, a causa della preparazione del loro sesto album, Puppenspiel.
Nel 2008 esce un documentario della durata di 30 minuti sulla band dal titolo Unheilig, Ein Leben für die Musik (in italiano: Unheilig - Una vita per la musica), trasmesso il 30 novembre 2008 su DMAX.
Nel 2008, gli Unheilig pubblicarono l'album Puppenspiel, il seguito di Moderne Zeiten. L'album venne pubblicato in due versioni differenti: una regolare con 14 brani in un jewel case, ed una versione limitata in digipak con 2 brani bonus, Glaub an mich e Spielzeugmann. L'album avrebbe raggiunto la 13ª posizione nella Media Control Charts, la più alta dalla fondazione del gruppo. Durante il loro tour nel 2008 suonarono ai festival Mera Luna, Zita-Rock, Wave-Gotik-Treffen e Castle Rock. Più tardi la band ha pubblicato il suo secondo DVD, intitolato Vorhang Auf (in italiano: Su il sipario). Si sono esibiti in un concerto intitolato Unheilig & Friends con il gruppo musicale tedesco Eisbrecher e Staubkind il 20 dicembre 2008 all'Expo Halle XXI a Colonia, la prima di quattro tappe. Nel 2009 la band ha suonato all'Amphi festival, Summer Breeze Open Air e ai festival all'aria aperta Rockharz.
Il 3 luglio 2009 gli album Phosphor, Frohes Fest, Das 2. Gebot, Zelluloid e Moderne Zeiten sono stati ripubblicati con una nuova copertina e un suono rimasterizzato. Non sono stati inclusi gli album a edizione limitata che comprendevano canzoni extra.

### Grosse Freiheit & Universal Records: dal 2009 in poi
Il 7 dicembre 2009, il sito ufficiale degli Unheilig venne graficamente ristrutturato per rispecchiare l'imminente pubblicazione di Große Freiheit, includendo un trailer di 3 minuti che mostra Der Graf con una valigia mentre suona Das Meer, il primo brano del nuovo album.
Il 14 gennaio 2010 è stato pubblicato sul sito del gruppo il primo video musicale per il primo singolo, Geboren um zu Leben, in italiano, Nato per vivere, pubblicato 15 giorni dopo ed arrivato alla 2ª posizione della Media Control Charts ed all'8° nell'Austrian Singles Chart.
Große Freiheit fu pubblicato il 19 febbraio 2010 per l'etichetta Vertigo Records, parte della Universal Records, seguito immediatamente da un tour.
Il nuovo album, quindi, giunse, in Germania, in vetta alla Media Control Charts, al numero 2 in Austria, ed al numero 3 in Svizzera, dove s'è esibita al Greenfield Festival il 12 giugno 2010.
L'album Große Freiheit è diventato disco di platino in Germania nel mese di maggio, dopo aver raggiunto la vendita di 200 000 copie. Il secondo singolo Für Immer venne pubblicato il 21 maggio 2010, ed ha raggiunto la 17ª  posizione nella classifica tedesca.
Große Freiheit fu l'album a detenere per più tempo la prima posizione nella German Media Control Charts, con 17 settimane non consecutive di presenza, battendo il record precedente, ottenuto da Herbert Grönemeyer nel 1988 con l'album Ö, di 14 settimane. Ad oggi l'album è stato venduto in 1 660 000 copie, facendone il più grande successo di vendite degli ultimi venti anni per il pop in lingua tedesca. Tale successo consacra Unhelig ad un pubblico più vasto, dato che Der Graf si è sempre dichiarato come rappartenente e rivolto alla cultura dark.
Il terzo singolo Unter deiner Flagge fu pubblicato il 24 settembre 2010 ed ha debuttato al 13º posto nella classifiche tedesche.
La massiccia presenza sui media tedeschi e il carattere più pop di molti pezzi del nuovo album, fece storcere il naso ai fan di lunga data. Tali critiche, accompagnate da etichette quali "musica per le masse" o "roba di facile ascolto" sono condivise anche da alcuni colleghi, quali Alexander Wesselsky o Steve Naghavi, leader degli And One.
Il 1º ottobre 2010 la band ha suonato il brano, Unter Deiner Flagge al Bundesvision Song Contest, tenuto al Max-Schmeling-Halle, vincendolo. Il gruppo ha adesso quattro membri con il live drummer Potti, figura introdotta per la prima volta in 10 anni di storia.
Il 25 marzo 2011 gli Unheilig sono stati nominati per 5 ECHO Awards  (Miglior video nazionale per Geboren um zu Leban, ECHO Radio, Miglior produzione di gruppo di successo, Miglior gruppo nazionale Rock/Alternative ed Album dell'anno per Grosse Freiheit), vincendone 3.
Il 16 febbraio 2011, gli Unheilig hanno annunciato la stesura del loro ottavo album, Lichter der Stadt, in italiano, Luci della città, definito anche concept album. Il 2 dicembre 2011 annunciano che il primo singolo tratto dall'album, So wie Du warst, in commercio dal 24 febbraio 2012, mentre l'album lo è dal 16 marzo 2011.

## Componenti del gruppo
- Der Graf – Cantante, Pianificazione (dal 2000)
- Henning Verlage – Tastiere, Programmazione (dal 2006)
- Christoph “Licky” Tremühlen – Chitarre (dal 2002)
- Martin Potti Potthoff – Drum dal vivo e Percussioni (dal 2010)

## Premi e nomination

### COMET Awards 2010 Germania
- Bester Künstler (Miglior Artista) – Nominati.
- Bester Durchstarter (Migliori emergenti) – Nominati.

### MTV Awards 2010 Germania
- Best Deutscher Act (Miglior Gruppo Tedesco) - Nominati.

### Altri premi
- Bundesvision Song Contest 2010 - Vincitori.
- Premio 1Live Krone per il Miglior Brano (Geboren um zu Leben) - Nominati
- Premio 1Live Krone Award per il Miglior Album (Größe Freiheit) - Nominati

## Discografia

### Album registrati in studio
| Anno | Titolo               | Posizioni in classifica | Posizioni in classifica | Posizioni in classifica | Posizioni in classifica | Certificazioni (sales thresholds)                         |
| Anno | Titolo               | Germania                | Austria                 | Svizzera                | Euro Top 100            | Certificazioni (sales thresholds)                         |
| ---- | -------------------- | ----------------------- | ----------------------- | ----------------------- | ----------------------- | --------------------------------------------------------- |
| 2000 | Phosphor             | –                       | –                       | –                       | –                       |                                                           |
| 2002 | Frohes Fest          | 57                      | –                       | –                       | –                       |                                                           |
| 2003 | Das 2. Gebot         | –                       | –                       | –                       | –                       |                                                           |
| 2004 | Zelluloid            | –                       | –                       | –                       | –                       |                                                           |
| 2006 | Moderne Zeiten       | 76                      | –                       | –                       | –                       |                                                           |
| 2008 | Puppenspiel          | 13                      | –                       | –                       | 54                      |                                                           |
| 2010 | Große Freiheit       | 1                       | 1                       | 3                       | 5                       | GER: 7x Platino AT: 3x Platino CH: 2x Platino EU: Platino |
| 2012 | Lichter der Stadt    | 1                       | 1                       | 1                       | -                       |                                                           |
| 2014 | Gipfelstürmer        | 1                       | 3                       | 2                       | -                       |                                                           |
| 2016 | Von Mensch zu Mensch | 1                       | 4                       | 3                       | -                       |                                                           |

### Album registrati dal vivo
| Anno | Titolo                                 | Posizioni in classifica | Posizioni in classifica | Posizioni in classifica |
| Anno | Titolo                                 | Germania                | Austria                 | Svizzera                |
| ---- | -------------------------------------- | ----------------------- | ----------------------- | ----------------------- |
| 2005 | Gastspiel                              | –                       | –                       | –                       |
| 2006 | Goldene Zeiten                         | –                       | –                       | –                       |
| 2008 | Vorhang Auf                            | 35                      | –                       | –                       |
| 2010 | Grosse Freiheit Live                   | 1                       | 12                      | –                       |
| 2012 | Lichter der Stadt Live                 | –                       | –                       | –                       |
| 2015 | Gipfelstürmer Live                     | –                       | –                       | –                       |
| 2015 | MTV Unplugged unter Dampf – Ohne Strom | 2                       | 10                      | 8                       |

### Singoli
| Anno | Titolo                                   | Massime posizioni in classifica | Massime posizioni in classifica | Massime posizioni in classifica | Massime posizioni in classifica | Album                           |
| Anno | Titolo                                   | GER                             | AUS                             | SVI                             | ET100                           | Album                           |
| ---- | ---------------------------------------- | ------------------------------- | ------------------------------- | ------------------------------- | ------------------------------- | ------------------------------- |
| 2000 | Sage Ja!                                 | —                               | —                               | —                               | —                               | Phosphor                        |
| 2001 | Komm zu Mir                              | —                               | —                               | —                               | —                               | Phosphor                        |
| 2003 | Maschine                                 | —                               | —                               | —                               | —                               | Das 2.Gebot                     |
| 2006 | Ich Will Leben (Feat. Project Pitchfork) | —                               | —                               | —                               | —                               | Goldene Zeiten                  |
| 2008 | An deiner Seite                          | 49                              | —                               | —                               | —                               | Puppenspiel                     |
| 2010 | Geboren um zu Leben                      | 2                               | 8                               | 13                              | 15                              | Grosse Freiheit                 |
| 2010 | Für Immer                                | 17                              | 51                              | 57                              | —                               | Grosse Freiheit                 |
| 2010 | Unter deiner Flagge                      | 9                               | 29                              | —                               | 38                              | Grosse Freiheit                 |
| 2010 | Winter                                   | 4                               | 6                               | 64                              | —                               | Große Freiheit - Winter Edition |
| 2012 | So wie du warst                          | 2                               | 14                              | 18                              | —                               | Lichter der Stadt               |
| 2012 | Nachtschicht                             | —                               | —                               | 56                              | —                               | Solo come singolo               |
| 2012 | Für Immer                                | 31                              | —                               | —                               | —                               | Lichter der Stadt               |

### EP
- 2002: Tannenbaum (Come parte dell'edizione limitata di Frohes Fest)
- 2003: Schutzengel – (Tiratura di 2 222 copie)
- 2004: Freiheit
- 2006: Astronaut – (Tiratura di 4 444 copie)
- 2008: Spiegelbild – (Tiratura di 3 333 copie)
- 2010: Winterland Special - (Come parte dell'edizione invernale di Grosse Freiheit)
- 2010: Zeitreise - (Pubblicazione limitata per il tour del decimo anniversario)

### DVD
- 2005: KopfKino
- 2008: Vorhang Auf - (3º posto in Germania)
- 2010: Sternstunde (Disponibile solo durante il tour Grosse Freiheit)
- 2010: Grosse Freiheit Live - (1º posto in Germania)

### Video musicali
- 2000:Sage Ja!
- 2004:Freiheit
- 2006:Astronaut
- 2008:An Deiner Seite
- 2010:Geboren um zu Leben
- 2010:Für immer
- 2010:Unter deiner Flagge
- 2010:Winterland
- 2012:So wie du Warst

### Split CD
- 2008: Schattenspiel – (Limitata a 3 333 copie)

### Ripubblicazioni
- 2009: Phosphor
- 2009: Frohes Fest
- 2009: Das 2.Gebot
- 2009: Zelluloid
- 2009: Moderne Zeiten
- 2011: Kopfino